# На шоу
На шоу (англ. On with the Show) — американський мюзикл режисера Алана Кросленда 1929 року.

## У ролях
- Артур Лейк — Гарольд
- Бетті Компсон — Ніта
- Джо Е. Браун — Джо Бітон
- Селлі О'Ніл — Кітті
- Вільям Бейкуелл — Джиммі
- Луїза Фазенда — Сара
- Сем Харді — Джеррі
- Гаррі Гріббон — Джо
- Лі Моран — Піт
- Вілер Окман — Дарент
- Пернелл Претт — Сем Блюм
- Томас Джеффресон — Дед
- Етель Вотерс — Етель
- Отто Гоффман — Барт
- Гаррі Фінк — батько
- Жозефін Хьюстон — наречена Гарольда
- Мадлен Фербенкс — один з близнюків
- Меріон Фербенкс — один з близнюків